# Léna Quintin
Léna Quintin (* 17. Mai 1998 in Annecy) ist eine französische Skilangläuferin.

## Werdegang
Quintin nahm bis 2018 an Juniorenrennen teil. Dabei errang sie in der Saison 2016/17 den neunten Platz und in der Saison 2017/18 den achten Platz in der U20-Wertung des Alpencups.  Bei den nordischen Junioren-Skiweltmeisterschaften 2016 in Râșnov belegte sie den 46. Platz über 5 km klassisch, den 11. Rang im Sprint und den sechsten Platz mit der Staffel und bei den nordischen Junioren-Skiweltmeisterschaften 2017 in Soldier Hollow den 42. Platz über 5 km klassisch, den 14. Rang im Sprint und den vierten Platz mit der Staffel. Im folgenden Jahr kam sie bei den nordischen Junioren-Skiweltmeisterschaften in Goms auf den 39. Platz über 5 km klassisch, auf den 15. Rang im Sprint und den fünften Platz mit der Staffel. Zu Beginn der Saison 2018/19 startete sie in Valdidentro erstmals im Alpencup und errang dabei den 17. Platz im Sprint. Es folgten in der Saison zwei Top-Zehn-Platzierungen und zum Saisonende der 21. Platz in der Gesamtwertung. Bei den U23-Weltmeisterschaften 2019 in Lahti belegte sie den 40. Platz im Sprint. Nach Platz zwei im Sprint beim Alpencup in St. Ulrich am Pillersee zu Beginn der Saison 2019/20, startete sie in Planica erstmals im Skilanglauf-Weltcup. Dort lief sie auf den 37. Platz im Sprint und auf den 19. Rang im Teamsprint. Es folgten zwei weitere Top-Zehn-Platzierungen im Alpencup und erreichte damit den zehnten Platz in der Gesamtwertung. Bei den U23-Weltmeisterschaften 2020 in Oberwiesenthal errang sie den 34. Platz über 10 km klassisch und den vierten Platz mit der Staffel. In der Saison 2020/21 nahm sie an den ersten drei Rennen bei der Tour de Ski 2021 teil und holte in Falun mit dem 28. Platz im Sprint ihre ersten Weltcuppunkte. Im Februar 2021 belegte sie bei den U23-Weltmeisterschaften in Vuokatti den 17. Platz im Sprint und bei den nordischen Skiweltmeisterschaften in Oberstdorf den 39. Platz im Sprint und zusammen mit Flora Dolci den zehnten Rang im Teamsprint. Bei den Olympischen Winterspielen 2022 in Peking kam sie auf den 31. Platz im Sprint, auf den 12. Rang mit der Staffel und auf den zehnten Platz im Teamsprint.

## Teilnahmen an Weltmeisterschaften und Olympischen Winterspielen

### Olympische Spiele
- 2022 Peking: 10. Platz Teamsprint klassisch, 12. Platz Staffel, 31. Platz Sprint Freistil

### Nordische Skiweltmeisterschaften
- 2021 Oberstdorf: 10. Platz Teamsprint Freistil, 39. Platz Sprint klassisch
- 2023 Planica: 6. Platz Staffel, 13. Platz Teamsprint Freistil, 37. Platz Sprint klassisch
- 2025 Trondheim: 9. Platz Teamsprint klassisch, 32. Platz Sprint Freistil

## Platzierungen im Weltcup

### Weltcup-Statistik
Die Tabelle zeigt die erreichten Platzierungen im Einzelnen.
- 1.–3. Platz: Anzahl der Podiumsplatzierungen
- Top 10: Anzahl der Platzierungen unter den ersten zehn
- Punkteränge: Anzahl der Platzierungen innerhalb der Punkteränge
- Starts: Anzahl gelaufener Rennen in der jeweiligen Disziplin
- Hinweis: Bei den Distanzrennen erfolgt die Einordnung gemäß FIS.

| Platzierung               | Distanzrennen a | Distanzrennen a | Distanzrennen a | Distanzrennen a | Distanzrennen a | Skiathlon Verfolgung | Sprint | Etappen- rennen b | Gesamt | Team   | Team    |
| Platzierung               | ≤ 5 km          | ≤ 10 km         | ≤ 15 km         | ≤ 30 km         | > 30 km         | Skiathlon Verfolgung | Sprint | Etappen- rennen b | Gesamt | Sprint | Staffel |
| ------------------------- | --------------- | --------------- | --------------- | --------------- | --------------- | -------------------- | ------ | ----------------- | ------ | ------ | ------- |
| 1. Platz                  |                 |                 |                 |                 |                 |                      |        |                   |        |        |         |
| 2. Platz                  |                 |                 |                 |                 |                 |                      |        |                   |        |        |         |
| 3. Platz                  |                 |                 |                 |                 |                 |                      |        |                   |        |        |         |
| Top 10                    |                 |                 |                 |                 |                 |                      | 3      |                   | 3      | 4      | 1       |
| Punkteränge               |                 | 7               |                 | 2               |                 |                      | 38     |                   | 47     | 11     | 1       |
| Starts                    |                 | 12              | 1               | 5               |                 | 5                    | 45     |                   | 68     | 11     | 1       |
| Stand: Saisonende 2024/25 |                 |                 |                 |                 |                 |                      |        |                   |        |        |         |

### Weltcup-Gesamtplatzierungen
| Saison  | Gesamt | Gesamt | Distanz | Distanz | Sprint | Sprint |
| Saison  | Punkte | Platz  | Punkte  | Platz   | Punkte | Platz  |
| ------- | ------ | ------ | ------- | ------- | ------ | ------ |
| 2020/21 | 3      | 118.   | -       | -       | 3      | 79.    |
| 2021/22 | 66     | 59.    | -       | -       | 66     | 34.    |
| 2022/23 | 416    | 46.    | 25      | 94.     | 391    | 20.    |
| 2023/24 | 410    | 42.    | 36      | 78.     | 374    | 20.    |
| 2024/25 | 390    | 47.    | 20      | 104.    | 370    | 19.    |